# Cynometra bourdillonii
Cynometra bourdillonii é uma espécie vegetal da família Fabaceae.
Apenas pode ser encontrada no seguinte país: Índia.
Está ameaçada por perda de habitat.